# جاستن إل. باريت
جاستن إل. باريت (بالإنجليزية: Justin L. Barrett)‏ هو باحث في الأديان أمريكي، ولد في 1971.